# Lasioglossum debilinerve
Lasioglossum debilinerve là một loài Hymenoptera trong họ Halictidae. Loài này được Cockerell mô tả khoa học năm 1911.